# Journal d'un homme simple
Journal d'un homme simple est un récit autobiographique de l'écrivain français René Barjavel, paru en 1982.
Dans ce rescite, l'auteur présente la suite de son premier livre autobiographique La Charrette bleue qui retraçait son enfance dans la boulangerie paternelle. Il y évoque sa carrière d'écrivain débutant, marié avec deux enfants, sa femme, habitant tous les trois dans un très modeste appartement, situé rue Lacretelle, dans le 15e arrondissement de Paris.

## Présentation

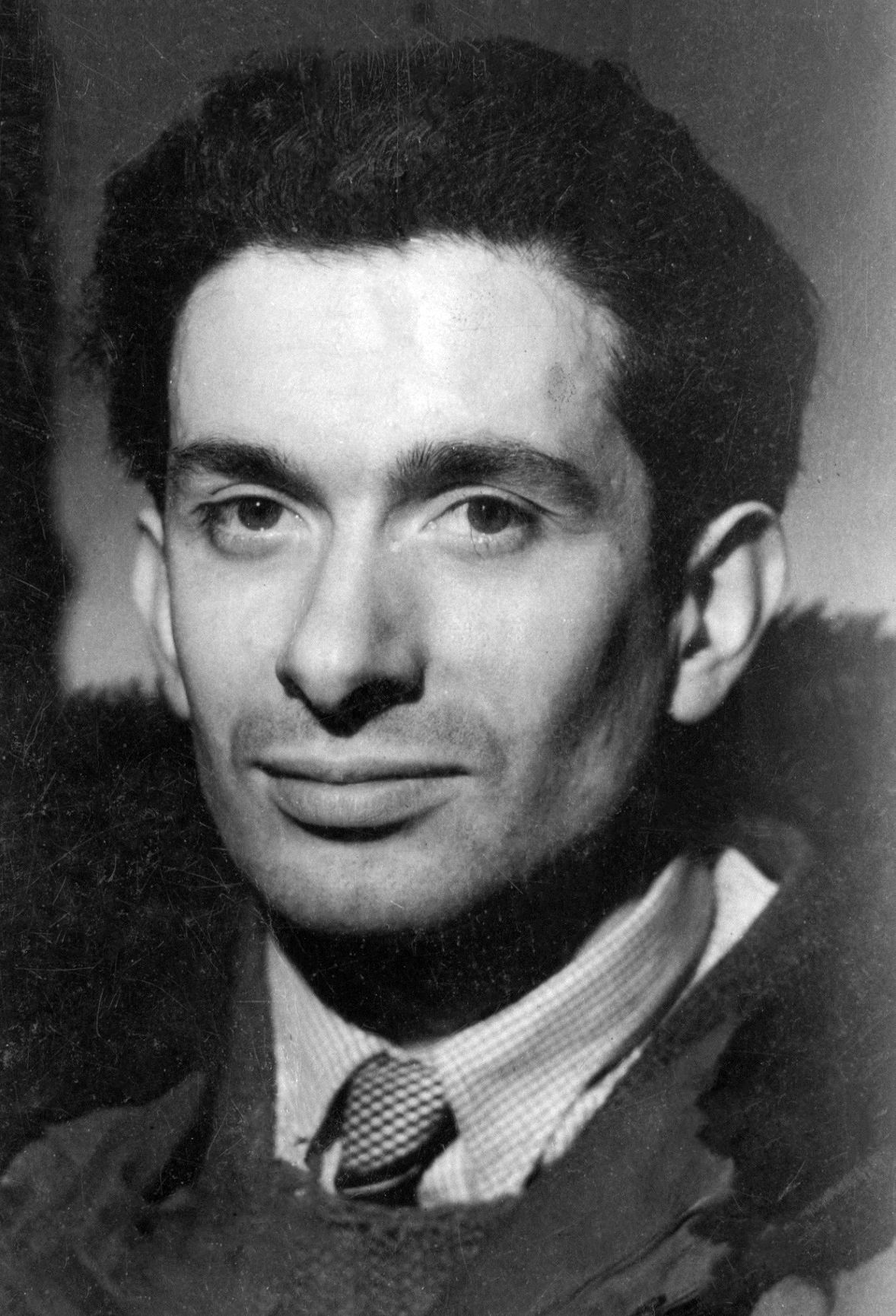
René Barjavel en 1949

Après le succès de son premier récit autobiographique, La Charrette bleue, qui évoquait son enfance, René Barjavel décide de présenter la suite qui retrace ses débuts dans la vie d'adulte, habitant avec sa femme, ses deux enfants, son chien et sa tortue dans un appartement « grand comme une paire de draps ». Le Journal d'un homme simple avait fait l'objet, en 1951, d'une édition à tirage limité et sera réédité de façon plus large en 1982,.

Dans cette autobiographie, René Barjavel évoque certains de ses romans en ces termes:
« Ce  ne sont que des catalogues d'éventualités. Je n'imagine pas. Je considère ce qui est possible. »

## Évocation
Dans ce récit, René Barjavel évoque son amitié avec les frères Fellous (le directeur de la photographie Maurice Fellous et Roger Fellous, également directeur de la photographie mais aussi scénariste, réalisateur, producteur de cinéma). Il y explique son souhait de devenir cinéaste en réalisant un long métrage avec l'aide de ces deux hommes. Ils resteront amis jusqu’à la mort de Barjavel en novembre 1985.

## Éditions françaises
- Éditions Frédéric Chambriand, Paris 1951
- Denoël, 1982  (ISBN 2-2072-0235-6).